# Xarxa de Ciutats Valencianes Ramon Llull
La Xarxa de ciutats valencianes Ramon Llull és una associació de municipis del País Valencià que s'han incorporat a la Fundació Ramon Llull. Va ser creada en novembre de 2008 pels ajuntaments de Morella, Sueca, Gandia i Vinaròs amb l'objectiu d'incorporar-se a la Fundació, davant la negativa de la Generalitat Valenciana a sumar-s'hi. Els estatuts constitutius de la Xarxa preveuen que s'hi puguen incorporar tots els ajuntaments valencians que ho desitgen. A la Fundació, de moment, hi ha la representació dels governs d'Andorra, de Catalunya, de les Illes Balears, el Consell General dels Pirineus Orientals i l'ajuntament de l'Alguer.
Els representants de la Xarxa participen com a membres de ple dret a les reunions del Patronat de la Fundació Ramon Llull. Segons els estatuts de la Fundació Ramon Llull, poden ser-ne patrons designats els representants de les associacions que agrupen ajuntaments dels territoris lingüístics comuns, com és el cas de la Xarxa, sempre que aquestes corporacions municipals no estiguen representades per organismes polítics de rang superior. Per tant, si en un futur la Generalitat Valenciana s'incorporara a la Fundació, la Xarxa de Ciutats Valencianes Ramon Llull deixaria de ser-ne patró.
El 26 de novembre de 2016 va tindre lloc la renovació de la presidència de la Xarxa, per a la qual ha estat triat l'alcalde d'Alzira, Diego Gómez. Aquesta va quedar emmarcada en la IV Assemblea, celebrada a l'Auditori de la Casa de la Cultura d'Alzira. Una assemblea a la que assistí una representació d'una vintena de ciutats adherides a la Xarxa així com algunes ciutats convidades.
En aquesta assemblea, a més es va aprovar un document amb motiu de "l'Any Llull", l'anomenat "Manifest d'Alzira". Un document en el que la Xarxa de Ciutats Valencianes Ramon Llull "vol renovar el seu compromís amb la cultura i la vocació de contribuir a construir un futur per a la nostra societat, amb especial atenció als nostres joves i als nostres creadors en tots els àmbits culturals, i amb la vocació de projectar-nos a Europa i al món". Aquesta declaració es va configurar també com una mena de pressió al Consell i a la pròpia Generalitat Valenciana perquè estudie "la seua incorporació a l'Institut Ramon Llull, com un instrument important per a la projecció de la cultura dels valencians". A 

## Directiva
L'Assemblea de la Xarxa de Ciutats Valencianes Ramon Llull va renovar el dia 26 de novembre de 2016 a Alzira la seua presidència, que recauria en Diego Gómez (Compromís), alcalde de la capital de la Ribera Alta.
L'anterior directiva estava encapçalada per Tomàs Ferrandis i Moscardó, alcalde de Xeresa amb el càrrec de president, acompanyat per Rhamsés Ripollés, alcalde de Morella; Jordi Sebastià i Talavera, alcalde de Burjassot; Jaume Ascó, alcalde de Bellreguard; Sergi Ferrús, alcalde de Pedreguer; i Joan Baldoví, regidor de l'ajuntament de Sueca i diputat al Congrés dels Diputats.
Anteriorment, han estat presidents de la Xarxa Ximo Puig (PSPV-PSOE) sent alcalde de Morella, Joan Baldoví (BLOC) sent alcalde de Sueca i a des de novembre del 2012, l'alcalde de Xeresa, Tomàs Ferrandis (BLOC).

## Municipis representats
| - Comarques de Castelló - Atzeneta del Maestrat - Benicarló - Benicàssim - Faura - Morella - Onda - La Salzadella - Vinaròs - Vistabella | - Comarques de València - L'Alcúdia - Alginet - Alzira - Bellreguard - Benifairó de les Valls - Faura - Gandia - Picassent - Quatretonda - Simat de la Valldigna - Sueca - Xeraco - Xeresa - La Font de la Figuera - Godella - Burjassot - Corbera - Ontinyent | - Comarques d'Alacant - Alcoi - Benissa - Bolulla - Elx - Guardamar del Segura - Muro d'Alcoi - Novelda - Pedreguer - Xàbia - Xixona - Agres |